# Provincia di Pedernales
Pedernales è una delle 32 province della Repubblica Dominicana. Il suo capoluogo è Pedernales.

## Geografia antropica

### Suddivisioni amministrative
La provincia si suddivide in 2 comuni e 2 distretti municipali (distrito municipal - D.M.):
- Pedernales
- Oviedo